# 니콜라이 베른시테인

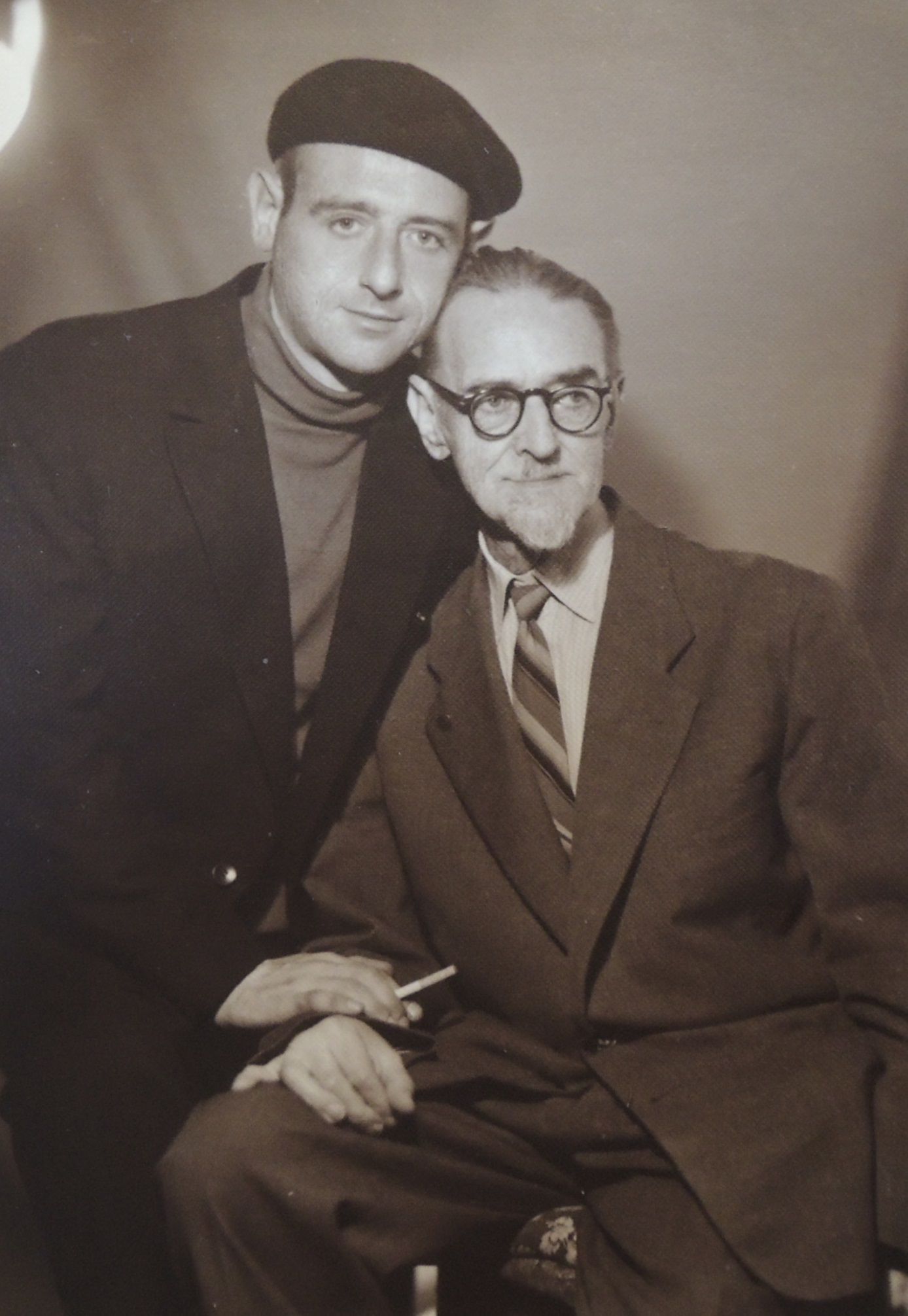

니콜라이 알렉산드로비치 베른시테인(러시아어: Никола́й Алекса́ндрович Бернште́йн, 1896년 10월 24일, 러시아 모스크바~1966년 1월 16일, 소련 모스크바)은 소련의 신경생리학자였다. 아버지는 알렉산더 베른시테인이며 형제로는 세르게이 베른시테인이 있다. 자녀는 타티아나 파블로바를 두었다.

## 같이 보기
- 운동협응
- 에리히 폰 홀스트